# مقاطعة بايك (جورجيا)
مقاطعة بايك (بالإنجليزية: Pike County)‏ هي إحدى المقاطعات في ولاية جورجيا في الولايات المتحدة الأمريكية.